# Huitfeldt (adelsätt)
Huitfeldt (Hvitfeldt) är en dansk uradelssläkt, nu huvudsakligen bosatt i Norge, som har spelat en betydande roll i dansk och norsk historia.

## Historia
Enligt en sägen skall Peder Hogenskild ha varit en fanbärare under ett fältslag vid Immervad 1420 (eller 1422) och ska ha stupat därför att han inte förde en hedervärd kamp. Hans familj ansågs på felaktiga grunder ha förträngt namnet. Peder var troligen bror till Claus (el. Niels) Hogenskild. Claus fick sonen Henrik Nielsen Huitfeldt i Vedtofte (död efter 1429), som i sin tur blev fader till Claus Henriksen Huitfeldt till Krumstrup. Claus fick sonen Otte Clausen Huitfeldt till Skibelundgård (död före 1529). Otte fick den begåvade sonen Christoffer Ottesen Huitfeldt till Berritsgaard (död 1559 på Visborgs slott).
Christoffer blev en av Christian III:s anhängare och erhöll därför betydande förläningar som Gotland. Han blev anförtrodd av Peter Huitfeldt till Engestofte (död 1584), som 1547-1565 var en norsk rikskansler och admiral. Han tjänade även som landsdomare till Claus Huitfeldt till Krumstrup (död 1590). Under Nordiska sjuårskriget tjänstgjorde han år 1563 som proviantmästare, och därefter som länsman på Köpenhamns slott. Därtill tjänade han Poul Huitfeldt till Snidstrup (1520-1592) på Koldinghus.
År 1563 blev Christoffer känd som Halmstads heroiska försvarare då han där var befallningsman under nordiska sjuårskriget och 1563 försvarade staden mot Erik XIV. Efter nordiska sjuårskriget sändes Poul 1570 till Norge där han fick Brunla len i förläning och blev amtman över Akershus samt Tromsø slottslän. År 1572 blev han utnämnd till det nyinrättade riksståthållareämbetet i Norge som han innehade fram till sin död.
Den förstnämnda av dessa bröder Christoffer var far till den ogifta rikskanslern Arild Huitfeldt (1546-1609), länsmannen i Trondheim Jacob Huitfeldt till Berritzgård (1547-1583). Hans enda gifta son var Henrik Huitfeldt till Lillö och Berritsgård (1583-1652) som blev länsman på Landskrona slott och enbart fick döttrar. Beate Huitfeldt (1554-1626), som blev änka efter Knud Ulfeldt, byggde magnifika byggnader på Svendstrup och Mölleröd i Skåne. De ovannämnda bröderna Peder och Poul Huitfeldts söner dog unga.

### Släkten i Norge

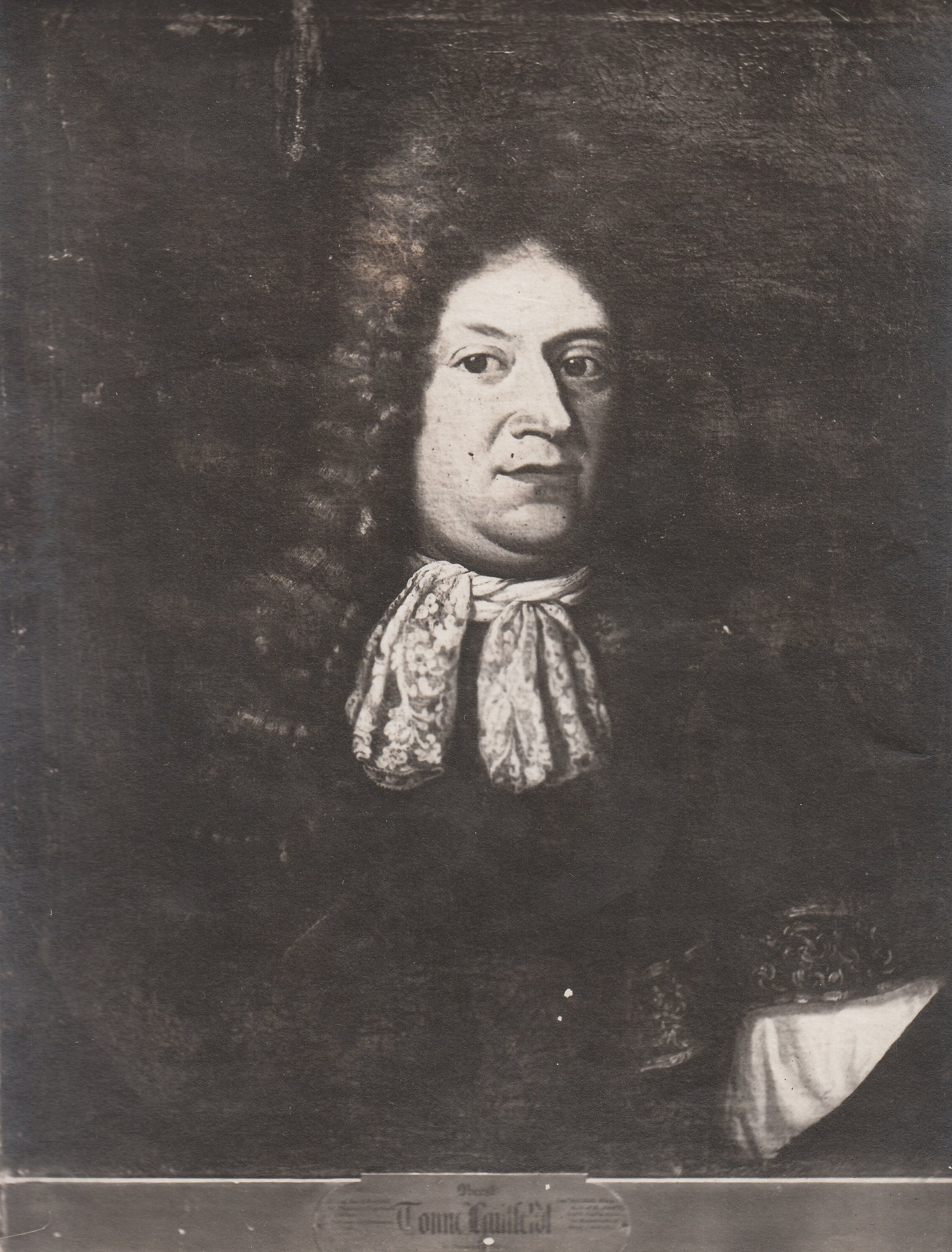
Tönne Huitfeldt

Släkten innvandade till Norge cirka 1581. Landsdomaren Claus Huitfeldt till Krumstrup var fader till Anders Huitfeldt till Trondstad, Ulefos och Snidstrup (död ca 1620). Anders var den första familjemedlemmen som bosatte sig i Norge. Genom sitt äktenskap blev han ägare till godset Tronstad. Hans äldste son, Hartvig Huitfeldt till Skjelbred (1582-1637), utsågs år 1620 till Bergshauptman (bergmästare) över alla norska anrikningsanläggningar och blev dessutom en av de mest anförtrodda männen i offentliga och privata ärenden. I det första äktenskapet med Bengte Skak fick Hartvig dottern Margrete Hartvigsdatter Huitfeldt, till Sundsby och Åby (1608-1683). Margrete gifte sig i Viborg 1635 med adelsmanen Tomas Iverssön Dyre till Hvidstedgård i Tårs socken på Jylland (1605-1651), som var ämbetsman och sekreterare i det kungliga danska kansliet.
En yngre son, tullinspektör Jacob Huitfeldt till Tronstad (död 1632), var far till överste Tönne Huitfeldt till Tronstad och Tom (1625-1677), som är stamfader till de nu levande grenarna av släkten. Tönne deltok aktivt i Hannibalsfeiden och var med under anfallen mot Sverige 1644-45. I dag är han mest ihågkommen för att 1659-60 med största skicklighet lett försvaret av Halden, tills belägringen hävdes, mot överlägset starka svenska trupper. Av överstens många barn blev sjöhjälten Iver Huitfeldt (1665-1710) mest känd. Sonsonen, den ogifta löjtnanten, Iver Huitfeldt till Tronstad (1742-1800) dog sinnessjuk som sin farfars sista manliga ättling. Överstelöjtnant Christian Charlot Amalia Huitfeldt (död 1745), som i sin ungdom gick i utländsk militärtjänst och 1718 bidrog till att försvara Trondhjems stift, fick bara döttrar.
Generallöjtnanten Henrik Jörgen Huitfeldt till Elinggård (1674-1751) var överstelöjtnant vid Smålenske nasjonale infanteriregiment, som återtog Moss 1716, vilket han uppmärksammades med en guldmedalj.
Jacob Huitfeldts sista barn var generalen och vite riddaren Hartvig Huitfeldt (1677-1748). Han deltog som generaladjutant vid överkommandot vid flera i kampanjen i Skåne 1709-10. År 1718 hörde han och hans regimente til det såkalte smålenske korps under Wihelm Hedwiger Eppingen von Sponeck befäl. Året därefter utgjorde detta korps huvedstyrkan i den här som gick in i Bohus län och erövrade Carlstens festning i Marstrand. Efter erövringen blev Jacob den 3 augusti 1719 utnämnd till kommandant vid festningen, och samma dag befordrad till generalmajor. Frederik IV gav honom sin briljanta bröstbild att bära runt halsen.
Från Generallöjtnant Henrik Jörgen Huitfeldt och hans andra frun Birgitte Christine Kaas (1682-1761) härstammar samtliga familjens nuvarande medlemmar. Deras son generaldirektör Valentin Vilhelm Hartvig Huitfeldt (1719-1792), hade länge gott rykte som en energisk och högfärdig officer. Dennes ekonomiska sinne tvingade fram en försäljning av hans fädernesärvda Elinggård. Det förledde honom att ge generösa gåvor, vilket ledde till hans uppsägning som officer. Han var fader till kapten Henrik Jørgen Huitfeldt (1757-1832), som år 1801 ärvde stamgodset Kaaseslund. Några år senare inrättades detta till ett fideikommiss, vars innehav fortfarande heter Huitfeldt-Kaas, till Major Nicolai Frederik Reichwein Huitfeldt (1765-1820) och till Major Arild Christoffer Huitfeldt till Eskevig vid Fredrikshald (1769-1845). De senare utmärkte sig under 1808-kampanjen mot Sverige och igen 1814 under krigshändelserna vid norska gränsen. De tre bröderna har alla lämnat avkommor. Den äldsta blev farfar till norska nationalarkivarien Henrik Jørgen Huitfeldt-Kaas, den yngste till diplomat Arild Christoffer Huitfeldt.
Ovannämnde general Hartvig Huitfeldts fru Karen Werenschiold (1700-1778) blev dirigent under namnet Julianes Marie och tog sin man till Hafslunds herrgård. När hon blev änka köpte hon Nästved Blackbreads kloster. Deras son, Mathias Wilhelm Huitfeldt till Clausholm (1725-1803), inrättade Huitfeldts fideikommiss. Detta övergick, efter att hans efterkommande dog ut 1843, till hans yngste döda dotters man, gehejmekonferensrådet, Gebhard Moltke, som den 12 juli samma år antog namnet Moltke-Huitfeldt och Huitfeldts vapen i förening med hans eget. Hans ättlingar av andra äktenskapet har därefter besuttit fideikommisset.

## Egendomar
Släkten innehar ett flertal gods och gårder i Norge, bl.a. Tronstad  i Hurum, Skjelbred i Eiker, Tomb i Råde, Elingård  i Fredrikstad, Kjölberg Herregård i Fredrikstad, Sanne i Sarpsborg och Hafslund huvudgård i Sarpsborg.